# 17104 McCloskey
17104 McCloskey este o planetă minoră (asteroid), cu un diametru de 7,431 km, din centura de asteroizi. A fost descoperită pe 10 mai 1999 la Experimental Test Site⁠(d) de Lincoln Near-Earth Asteroid Research. 
Obiectul prezintă o orbită caracterizată de o semiaxă mare de 3,2011747 UAi, o excentricitate de 0,15, o înclinație de 2,15348 ° în raport cu ecliptica.